# 本因坊秀哉

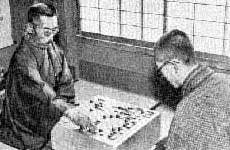
左為本因坊秀哉，右為吳清源

本因坊秀哉（1874年6月24日—1940年1月18日），日本圍棋棋手，本名田村保壽，生於東京芝櫻田町，父親田村保永。法名日溫。

## 生平
保壽十歲進入方圓社，受村瀨秀甫五子，之後開始做方圓社的塾生。十三歲初段，與另外兩個塾生石井千治、杉岡榮次三人倍受期待，合稱「方圓社三小僧」。1891年受不了塾生嚴苛的功課與壓力，加上年歲漸增卻遲遲不能升段，於是逐漸討厭下棋，而離開方圓社開始流浪。
流浪了幾個月後，一無所成，人窮志短下到千葉的某寺廟當教棋師，勉強過活。某天後藤象二郎伯爵（本因坊秀榮好友，方圓社常客；因明治維新有功受封）來廟裡瞻拜，保壽趕忙請求幫助，於是像二郎介紹保壽給岩田周作，周作與之對局後知道保壽實力不小，便將他送去秀榮門下，秀榮與保壽下了盤讓三子入門考試，保壽大勝，於是秀榮便把保壽收為內弟子。但是在入門考試棋上，保壽因在塾生時代受過嚴苛訓練，正襟危坐、嚴肅異常，而秀榮向來討厭這種人，因此保壽與秀榮間便存在著芥蒂。
保壽做了內弟子後，反而比做塾生更加勞累，內弟子還需替師父做家事，各種僕役事務樣樣來，但保壽實在不敢再次逃走，1892年保壽先著勝了秀榮後跳升四段。三年後與石井千治進行受先十番碁，直到後來第五次十番碁（第五次時，保壽已經七段，千治已改名中川龜三郎二世，六段），連降五級，反而倒過來讓先二。1897年升上五段，三年後六段，1905年更是升上了七段。
保壽升上七段，環顧坊門，絕無對手，天下對秀榮都只有先二的份，只有保壽可以受先，眾人都認為定是本因坊繼承者，無奈秀榮心存芥蒂，加上保壽生性小氣，且頗為自負，升上七段後反而遭到秀榮的疏遠。同年，雁金準一離開方圓社加入坊門，早在1898年秀榮在自己辦的研究會「四象會」上遇到準一（二段，小保壽五歲），就喜愛非常（據說是因為兩人長的很像）。於是在準一入坊門後，保壽益發被秀榮忽視，甚至1906年以後秀榮都規定保壽不可晉見。
翌年，秀榮病危，保壽並沒前來探望，於是秀榮將保壽開除家籍，並且在遺書中立準一為繼任家督，沒多久就去世了。此事震驚天下，坊門雖然是傳統家元，聽命於家督，但還是有幾位棋士為保壽打抱不平，於是坊門就分裂成兩派，一派支持準一，並握有本因坊大印，另一派支持保壽。無奈準一忠厚老實，在記者追問誰強誰弱下，準一自承無論棋力、入門資歷都不敵（當時五段），登時保壽一派勢力大增，準一那派一時手足無措，便請已經退休許久的秀元再襲家督。
但是秀元心中卻是支持保壽的，當時準一派成立了敲玉會，保壽派成立了圍棋研究會，而彼時方圓社副社長中川龜三郎二世自立為同志會，在四強局面（上述三者加上方圓社）下，由某雜誌安排，同志會會長與圍棋研究會會長來場十番碁（其實就是保壽、千治第五次十番碁），結果保壽將龜三郎二世降了級，秀元趁機就傳位給保壽，是為第二十一世本因坊秀哉，並升為八段。
當上家督後，秀哉將天下所有棋士都降到先二，在1914年被推舉為名人。1924年，當時天下三鼎足的方圓社、坊門（圍棋研究會）、裨聖會（因方圓社社長广濑平治郎專權，瀨越憲作、鈴木為次郎等中堅份子退社組裨聖會）合併成立日本棋院（但是秀哉要求保留其本因坊名號），看上去碁界五十年來的分裂終於結束，但秀哉對於舊裨聖會的人感到芒刺在背。不久就假藉名義將這些人從日本棋院給踢除，再次造成了棋正社與日本棋院的對立，可惜日本棋院資金多、制度好、棋士又多，在院社對抗賽下以車輪戰將棋正社拖垮（其中秀哉與準一的對局備受矚目），碁界終宣告統一（僅存的井上家不成氣候）。
在穩定的發展下，圍棋逐漸發揚光大，更在之後木谷實、吳清源兩人的「新佈局」達到第三次盛世，其中吳清源（五段）與秀哉二先二先著的一局「三三·星位‧天元」更是轟動當時，自古都不成文的規定只能下在小目，吳此舉被認為對名人嚴重不敬，據說秀哉最後之所以取勝，是因為他的弟子前田陳爾幫他出了一好招，即第160那一子「妙手」。許多人認為，秀哉屢次提出暫停（打掛），回去和弟子們研究，把一局棋延長三個月，未免不公正。從此，日本棋院規定一日內不能結束的比賽，採用「封棋製」的規定，就是輪到下子的一方將要下子的位置畫到棋譜上，交裁判保管，但對手無法得知，繼續比賽時放置到棋盤的相應位置繼續比賽。。
1936年，秀哉将本因坊名號轉讓给日本棋院（可能原因為秀哉愛徒、創下時事新報圍碁新手合三十二連勝大紀錄、被視為定是二十二世本因坊的小岸壯二（號秀立）于1924年去世的緣故)，本因坊戰自此开始筹办。1938年，與木谷實下了名人引退棋。1940年，秀哉去世，無法看到隔年由實力產生的第一屆本因坊頭銜得主。
雖然被稱為「不敗的名人」，但是後世的評價不高，雖然棋風奔放，卻不夠漂亮，有點蠻力的感覺。秀哉因當代第二強棋手也是先二的份，所以一生下了非常多讓子棋，讓子棋功夫被稱為天下絕品，二、三段的棋士受三子稍微不慎也將大敗，後世評論「如果是沒貼目的棋，黑棋要照秀策的下法，白棋則要照秀榮的下法，讓子棋則非學秀哉下法不可。」

## 外部連結
- 日本圍棋故事